# Curtis Brown
Curtis Lee "Curt" Brown, född 11 mars 1956 i Elizabethtown, North Carolina, är en amerikansk astronaut uttagen i astronautgrupp 12 den 5 juni 1987.

## Rymdfärder
- STS-47
- STS-66
- STS-77
- STS-85
- STS-95
- STS-103